# Lestoideidae
Famille
Synonymes
- Diphlebiidae Davies & Tobin, 1984[1]

Les Lestoideidae sont une famille de zygoptères (demoiselles) dans l'ordre des Odonata (libellules).

## Systématique
La famille des Lestoideidae a été créée en 1938 par Robert John Tillyard (1881-1937) et Frederic Charles Fraser (d) (1880-1963).
Certaines sources indiquent que cette famille a été créée en 1919 par l'entomologiste américain Philip Alexander Munz (d) (1892–1974). En fait celui-ci a créé la sous-famille des Lestoideinae que Tillyard et Fraser reprennent dans leur publication.
D'autres encore, telles que BioLib (25 avril 2022), mentionnent l'entomologiste néerlandais Jan van Tol (d) en 1995.

## Liste des genres
Selon BioLib (25 avril 2022) :
- Diphlebia Selys, 1869
- Lestoidea Tillyard, 1913 - espèces endémiques des rivières forestières du Nord-Est du Queensland (Australie).

## Publication originale
- (en) R. J. Tillyard et F. C. Fraser, « A reclassification of the order Odonata based on some new interpretations of the venation of the dragonfly wing », Australian Zoologist, Sydney, Royal Zoological Society of New South Wales (d), vol. 9,‎ 1938, p. 125-169 (ISSN 0067-2238 et 2204-2105, OCLC 1782007, lire en ligne).